# Clèmerson Merlin Clève
Clèmerson Merlin Clève, né le 21 novembre 1958, à Pitanga, est un juriste brésilien.

## Biographie
Constitutionnaliste brésilien, il est professeur titulaire de droit constitutionnel de l'université fédérale du Paraná (graduation, Master et doctorat), professeur titulaire de droit constitutionnel et président du centre universitaire autonome du Brésil — UniBrasil, institution d'enseignement supérieur au Brésil, et professeur invité du Máster Universitario en Derechos Humanos, Interculturalidad y Desarrollo et du Doctorado en Ciencias Jurídicas y Políticas à l'université Pablo de Olavide à Séville, en Espagne). Il est également leader du NINC - Núcleo de Investigações Constitucionais (en portugais) de l'université fédérale du Paraná. 
Aujourd'hui, Clève est membre de l’Académie juridique du Paraná (siège no 40) et avocat à Curitiba, Paraná, Brésil.
En 2015 et 2017, son nom a été cité plusieurs fois dans la presse brésilienne comme un candidat possible pour un siège à la Cour suprême fédérale du Brésil,,,,,,. 
Clève a été un des dix finalistes du prix Jabuti de littérature en droit, en 2015, avec son livre Direitos fundamentais e jurisdição constitucional (Droits fondamentaux et juridiction constitutionnelle).

## Formation
En 1980, il obtient son diplôme de droit à l'université fédérale du Paraná. Il poursuit en sciences humaines en 1983 à l'université fédérale de Santa Catarina avec comme thèse O Direito e os Direitos: uma introdução à análise do Direito Contemporâneo. En 1985, en Belgique, Clève effectue des études complémentaires en droit public à l'université catholique de Louvain. En 1992, il soutient son doctorat à université pontificale catholique de São Paulo et il publie une thèse sous le titre A atividade legislativa do poder executivo no Estado Contemporâneo e na Constituição de 1988 (en portugais). Il obtient ensuite une place de professeur titulaire de droit constitutionnel à l'université fédérale du Paraná avec pour titre de thèse A fiscalização abstrata da constitucionalidade no direito brasileiro (en portugais), sur le contrôle de constitutionnalité au Brésil. Clève est le premier professeur titulaire dans la discipline de droit constitutionnel en cent ans de fondation de l'université fédérale du Paraná. Aujourd'hui, cette thèse est un classique de la littérature juridique brésilienne.

## Activité professionnelle
Clève a été professeur de droit international public à l'université fédérale du Paraná (1986-1989) ; avocat public du Paraná (1986-2009) ; conseiller juridique du rapporteur-général de la Constituante du Paraná (1989) ; procureur de la République (1990-1992) ; coordinateur (1992-1994) et vice-directeur (1992-1996) du cours de droit de l'université fédérale du Paraná ; et juge à la cour régionale électorale du Paraná (1999-2000).

## Écrits (en portugais)
- (pt) Clèmerson Merlin Clève, Temas de Direito Constitucional (e de Teoria do Direito), São Paulo, Acadêmica, 1993.
- (pt) Clèmerson Merlin Clève, A Fiscalização Abstrata de Constitucionalidade no Direito Brasileiro, São Paulo, Revista dos Tribunais, 2000.
- (pt) Clèmerson Merlin Clève (dir.), Ingo Wolfgang Sarlet (dir.) et Alexandre Coutinho Pagliarini (dir.), Direitos Humanos e Democracia, Rio de Janeiro, Forense, 2007.
- (pt) Clèmerson Merlin Clève, Medidas Provisórias, São Paulo, Revista dos Tribunais, 2010.
- (pt) Clèmerson Merlin Clève, O Direito e os Direitos: elementos para uma crítica do Direito Contemporâneo, Belo Horizonte, Fórum, 2011.
- (pt) Clèmerson Merlin Clève (dir.) et Luís Roberto Barroso (dir.), Doutrinas Essenciais - Direito Constitucional, São Paulo, Revista dos Tribunais, 2011.
- (pt) Clèmerson Merlin Clève (dir.), Constituição, Democracia e Justiça: aportes para um constitucionalismo igualitário [« Constitution, Démocratie et Justice: apportes pour un constitutionalism égalitaire »], Belo Horizonte, Fórum, 2011.
- (pt) Clèmerson Merlin Clève, Atividade Legislativa do Poder Executivo, São Paulo, Revista dos Tribunais, 2011.
- (pt) Clèmerson Merlin Clève, Teatro inexperto em duas peças quase distópicas, Curitiba, Artes & Textos, 2011.
- (pt) Clèmerson Merlin Clève, Soluções Práticas de Direito - Direito Constitucional, São Paulo, Revista dos Tribunais, 2012.
- (pt) Clèmerson Merlin Clève, Fidelidade Partidária e Impeachment (Estudo de caso), Curitiba, Juruá, 2012.
- (pt) Clèmerson Merlin Clève, Para uma dogmática constitucional emancipatória, Belo Horizonte, Fórum, 2012.
- (pt) Clèmerson Merlin Clève (dir.), Jurisdição e Questões Controvertidas de Direito Constitucional, Curitiba, Juruá, 2013.
- (pt) Clèmerson Merlin Clève (dir.) et Alexandre Freire (dir.), Direitos Fundamentais e Jurisdição Constitucional, São Paulo, Revista dos Tribunais, 2014.
- (pt) Clèmerson Merlin Clève (dir.), Direito Constitucional Brasileiro, São Paulo, Revista dos Tribunais, 2014.
- (pt) Clèmerson Merlin Clève, Temas de Direito Constitucional, Belo Horizonte, Fórum, 2014.
- (pt) Clèmerson Merlin Clève (dir.), Doutrinas Essenciais - Direito Constitucional [« Doctrines essentielles - Droit Constitutionnel »], São Paulo, Revista dos Tribunais, 2015.
- (pt) Clèmerson Merlin Clève (dir.), Doutrina, Processos e Procedimentos: Direito Constitucional, São Paulo, Revista dos Tribunais, 2015.
- (pt) Clèmerson Merlin Clève et Bruno Meneses Lorenzetto, Governo Democrático e Jurisdição Constitucional [« Gouvernement Démocratique et Juridiction Constitutionnelle »], Belo Horizonte, Fórum, 2016.